# Noisy-sur-École

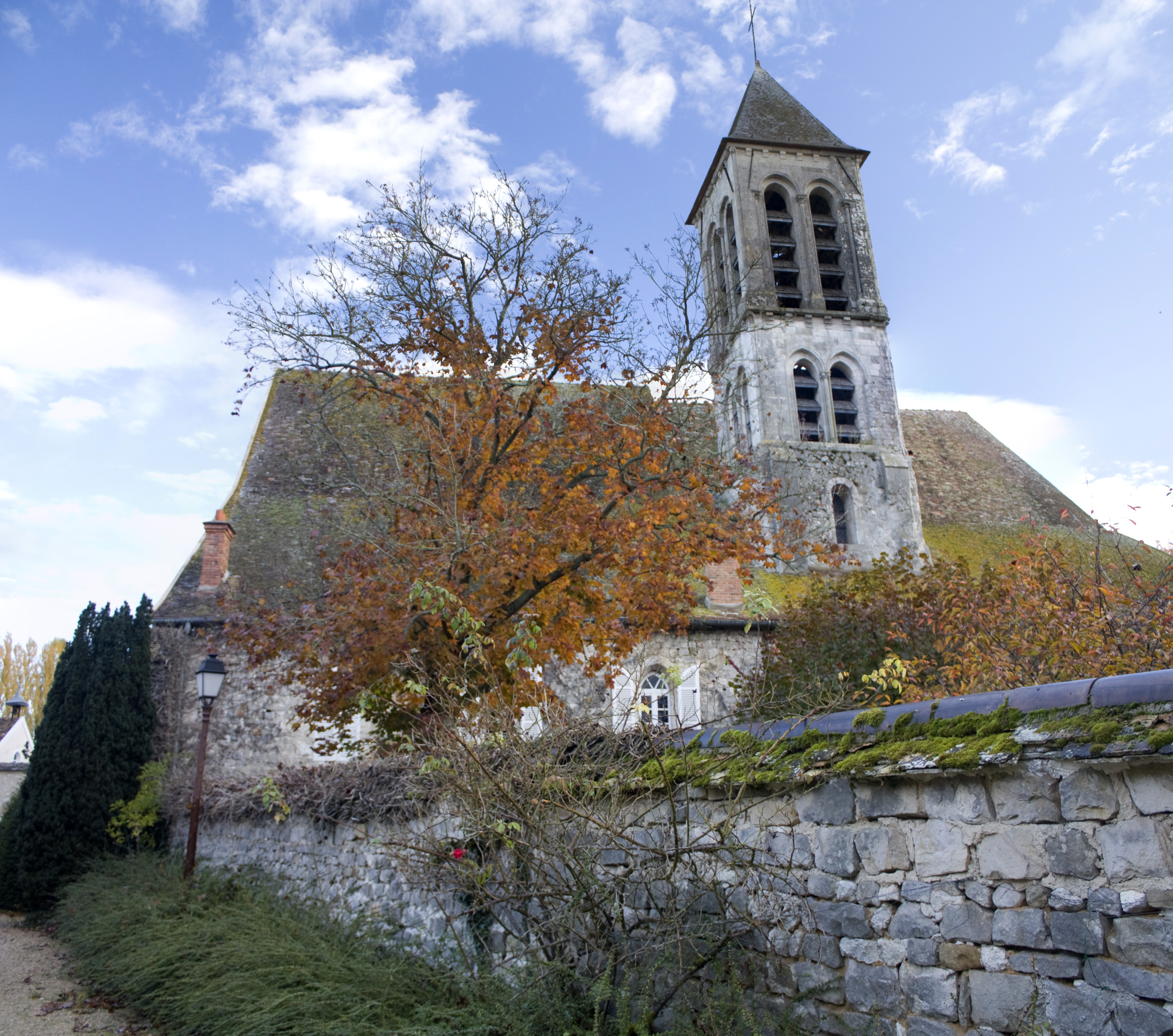
Kerk

Noisy-sur-École is een gemeente in het Franse departement Seine-et-Marne (regio Île-de-France) en telt 1872 inwoners (2004). De plaats maakt deel uit van het arrondissement Fontainebleau.

## Geografie
De oppervlakte van Noisy-sur-École bedraagt 30,0 km², de bevolkingsdichtheid is 62,4 inwoners per km².
De onderstaande kaart toont de ligging van Noisy-sur-École met de belangrijkste infrastructuur en aangrenzende gemeenten.

## Demografie
Onderstaande figuur toont het verloop van het inwonertal (bron: INSEE-tellingen).